# Georg Heym
Georg Heym (Hirschberg, 30 ottobre 1887 – Berlino, 16 gennaio 1912) è stato uno scrittore tedesco e soprattutto uno dei più importanti poeti del primo espressionismo tedesco.

## Biografia e opere
Figlio di un avvocato nacque nella Slesia allora appartenente all'Impero Germanico in una famiglia conservatrice e religiosa dalla quale dovette allontanarsi per poter seguire la propria vena lirica vitalistica; tutto ciò in linea con la migliore tradizione dell'espressionismo tedesco che vedeva la nuova generazione rifiutare categoricamente la società codina, bigotta e eccessivamente conservatrice dei primi del Novecento in Germania,  di cui i propri genitori erano espressione. Ebbe una sorella, Gertrud che morì giovane. In quanto a lui, morì a soli 24 anni nel tentativo di salvare la vita all'amico Ernst Balcke che stava annegando durante una pattinata sul fiume Havel.
Nonostante la sua breve vita, Heym può essere annoverato tra i migliori lirici di lingua tedesca e senza dubbio, per la sua poesia potente e visionaria, uno dei massimi esponenti dell'espressionismo.
Intrapresi gli studi di diritto per volere del padre, Heym non li portò mai a termine per totale incompatibilità del suo carattere nei loro confronti e a causa dell'atteggiamento eccessivamente autoritario del padre. Nel suo diario leggiamo a questo proposito: "La mia natura è come imbrigliata in una camicia di forza. Il mio cervello sembra scoppiare. [...] E dunque devo riempirmi come una vecchia scrofa di queste porcherie giuridiche, è davvero da vomitare. Preferirei sputare su questo pappone piuttosto che infilarmelo in bocca. Sento invece la spinta a creare qualcosa; mi sento sano al punto di voler combinare qualcosa. Si, è proprio una schifezza!"
Abbandonata dunque la casa paterna nell'inverno del 1909, Heym visse a Berlino dove frequentò assiduamente il Neuer Club, un cabaret fondato da Kurt Hiller proprio in quell'anno, che rappresentò la svolta decisiva per Heym per poter entrare nel mondo letterario e potersi dedicare alla poesia. Lì conobbe infatti molti letterati suoi contemporanei, divenne amico di Jacob Van Hoddis e iniziò a scrivere le sue poesie. Una di esse, Berlin II, pubblicata nella rivista Der Demokrat, fu notata dall'editore Rowohlt che nel 1911 pubblicò la prima raccolta di poesie di Heym dal titolo Der ewige Tag (Il giorno eterno).
Nella sua breve carriera poetica, interrotta dalla sua morte precoce, Heym ci ha lasciato circa 500 componimenti lirici di cui una parte verrà pubblicata postuma nel 1912 con il titolo di Umbra vitae. Nelle sue poesie riscontriamo una grande originalità che sotto i tratti dominanti dell'espressionismo, ci restituisce anche elementi più vicini al simbolismo e al neo-romanticismo, come ad esempio nella lirica Träumerei in hellblau (fantasticheria in azzurro).
Dell'espressionismo, Heym, oltre a condividere aspetti come l'utopia umanitaria e la visione apocalittica della realtà, incarnerà mirabilmente i due elementi caratterizzanti: la polemica generazionale e la solitudine dell'uomo nella megalopoli industriale che lo opprime e lo snatura facendolo affogare nel suo mare di cemento. Quest'ultimo tema soprattutto anticiperà quegli elementi che troveremo in film ispirati all'espressionismo tedesco come Metropolis di Fritz Lang e in racconti e romanzi del primo dopoguerra come Berlin Alexanderplatz di Döblin, in cui, come in Heym, ritroviamo la Berlino tentacolare (e più in generale qualsiasi metropoli) dell'industrializzazione e dell'urbanizzazione massiccia.

## Opere

### In italiano
- Heym, Georg, Umbra vitae, prefazione e traduzione di Paolo Chiarini, Torino, Einaudi, 1970. ISBN 88-06-02868-5
- Heym, Georg, E da segrete scale, versione di Marco Zapparoli, Milano, Marcos y Marcos, 1981
- Heym, Georg, Il ladro. Novelle, introduzione di Paolo Chiarini, versione di Andrea Schanzer, Roma, Edizioni dell'Ateneo, 1982
- Heym, Georg, Canto delle torri, versione di Marco Zapparoli, Milano, Marcos y Marcos, 1983
- Heym, Georg, Racconti e sogni, a cura di Fernanda Rosso Chioso, Napoli, Pironti, 1983
- Heym, Georg, Ci invitarono i cortili, a cura di Claudia Ciardi, Via del Vento edizioni, dicembre 2011
- Heym, Georg, Poesie, traduzione di Sergio Baldelli con testo a fronte, edizione indipendente, febbraio 2019. ISBN 978-1-79623-396-4. (Contiene tutte le poesie dell'edizione postuma Dichtungen, München, Kurt Wolff Verlag, 1922).

### In tedesco

#### Poesia
- Der ewige Tag Rowohlt, Lipsia 1911
- Der Kondor, 1912 edito da Kurt Hiller, contiene di Georg Heym: Berlin, Die Vorstadt, Träumerei in Hellblau, Der Blinde, Der Baum, Nach der Schlacht, Louis Capet, Die Professoren, Das Fieberspital, Ophelia
- Der Gott der Stadt (1911)
- Der Krieg (1911)
- Die Stadt (1911)
- Umbra vitae (postumo), Rowohlt, Lipsia 1912 e con 47 incisioni in legno di Ernst Ludwig Kirchner, Wolff, Monaco, 1924
- Marathon Sonetti, postumo, Berlino-Wilmersdorf, 1914
- Dichtungen, (postumo) München, Kurt Wolff Verlag, 1922

#### Prosa
- Der Dieb. Ein Novellenbuch, postumo, 1913, contiene: Der fünfte Oktober, Der Irre, Die Sektion, Jonathan, Das Schiff, Ein Nachmittag, Der Dieb.

#### Teatro
- Der Feldzug nach Sizilien (1907/1908, 1910)
- Die Hochzeit des Bartolomeo Ruggieri (1908, 1910)
- Atlanta oder Die Angst (1910/1911)
- Arnold von Brescia (1905-1908, incompiuto)
- Prinz Louis Ferdinand (1907, 1909, incompiuto)
- Iugurtha (1908, incompiuto)
- Antonius von Athen (1908, incompiuto)
- Spartacus (1908, incompiuto)
- Lucius Sergius Catilina (1908, incompiuto)
- Der Sturm auf die Bastille (1908, incompiuto)
- Die Revolution (1908, incompiuto)
- Der Tod des Helden (1908/1910, incompiuto)
- Der Wahnsinn des Herostrat (1910, incompiuto)
- Ludwig XVI. (1910, incompiuto)
- Grifone (1909-1911, incompiuto)
- Cenci (1911, incompiuto)

#### Altri scritti
- Versuch einer neuen Religion (1909)

Opere complete
- Karl Ludwig Schneider (Hrsg.): Georg Heym: Dichtungen und Schriften. Gesamtausgabe.
  - Band 1: Lyrik. Mit Gunter Martens unter Mithilfe von Klaus Hurlebusch und Dieter Knoth. 1964; DNB 366187600
  - Band 2: Prosa und Dramen. Mit Curt Schmigelski. (1962)
  - Band 3: Tagebücher, Träume und Briefe. Unter Mithilfe von Paul Raabe und Erwin Loewenson. (1960)
  - Band 4 (als Band 6 angek.): Georg Heym. Dokumente zu seinem Leben. Mit Gerhard Burkhardt unter Mitwirkung von Uwe Wandrey und Dieter Marquardt. Ellermann, Hamburg 1960–1968; DNB 366187619
- Karl Ludwig Schneider (Hrsg.): Dichtungen und Schriften. Beck, München 1986, ISBN 3-406-08550-4
- Das Werk. Zweitausendeins, Frankfurt 2005, ISBN 3-86150-736-6.